# 奥田碩
奥田 碩（おくだ ひろし、1932年12月29日 - ）は、日本の実業家、トヨタ自動車元社長、同社元会長。
日本経営者団体連盟会長、日本経済団体連合会会長、内閣特別顧問、日本郵政取締役兼指名委員長兼報酬委員長、国際協力銀行総裁、トヨタ財団会長などを歴任した。勲等は旭日大綬章。

## 来歴・人物

### 生い立ち
三重県津市出身。三重県立津中学校（現・三重県立津高等学校 疎開を機に転校）、松阪北高等学校（現・三重県立松阪工業高等学校）を経て、1955年に一橋大学商学部を卒業。奥田務（元J.フロント リテイリング会長兼CEO）は実弟。
幼少時は、祖父（奥田喜一郎）や父が三重県最大の証券会社・奥田証券を営んでおり裕福だった。慶應義塾大学経済学部出身の父は温和だったが、祖父は気性が荒く、芦屋市に別邸を構えた相場師だったことから、ギャンブル好きの碩の性格について、両親は祖父の血を引き継いだと考えていたという。
第二次世界大戦の日本本土空襲により、実家が全焼。祖母が住んでいた飯南郡射和村上蛸路（現松阪市上蛸路町）に疎開。全財産を失い、戦後も祖母の家の近くで、7人兄弟、9人家族で狭い借家に住むこととなった。家業の奥田証券も破綻し、債務超過のため相続放棄を余儀なくされ、高校の授業にも出席せず、修学旅行にも参加できず、1人大学受験勉強をして孤独に過ごした。後年、東京証券取引所役員を務め、当時大阪証券取引所の役員を務めていた弟の務と、合併により誕生した日本取引所グループの役員会で会った際には、「祖父と父が見たら喜ぶやろね」と語り合ったという。
柔和な表情が多く、地位にこだわらない飄々とした印象を持たれることが多いものの、幼い頃から競争心の強い負けず嫌いな性格で、経済的な困窮生活を送った経験から、いつか見返してやりたいという気を持ち、会社での栄達を望んだという。また180cmの長身で12歳から柔道を始め、大学でも柔道部に所属。在学中に柔道四段を取得し（のちに六段）、1952年の東京都国公立大学ジュニア選手権リーグ戦では、1チーム5名の点取り試合方式で、チーム優勝した。大学柔道部で1年後輩だった高橋宏（元首都大学東京理事長）は、奥田の性格について、気さくな性格だったが、「眠狂四郎のような雰囲気」の物静かな人柄で、徒党を組むタイプではなかったと評する。趣味はギャンブルやカラオケ、読書で、山本周五郎などの歴史小説や古典を好む。カラオケ仲間には加藤紘一などがいる。

### 社長就任まで
1955年に大学を卒業し、不景気による就職難の折、知人の紹介でトヨタ自動車販売株式会社（現・トヨタ自動車株式会社）に入社し、経理畑を歩む。上司と何度も論争するなど、歯に衣着せぬ性格だったが、入社3年目で総勘定元帳の管理を任されるようになった。この総勘定元帳をもとに、上司や役員の不明瞭な取引を直接問い詰めたため、「生意気だ。」との評判が立つようになる。またギャンブルを好み、独身寮時代は、競馬で大負けし、「血を吐くような思いをした。」という。なお、後年には日本中央競馬会経営委員長を務めた。
生真面目な経理部部員が多い中で麻雀や飲酒を行っていたことから同僚から浮き、歯に衣着せぬ言動から上司ともぶつかり、17年間経理を担当して仕事に飽きてきたこともあり、東南アジアでのエンジン開発事業への異動を希望し、1972年秋から6年半、マニラ駐在員事務所に赴任する。ここで奥田は、フィリピンの政商で、現地でトヨタ車の組み立て・販売を独占するデルタ・モーターの社長リカルド・C・シルベリオからトヨタへの延滞金を取り立てる任務に就く。肩書きは「経理アドバイザー」。これは困難な任務であり、また、マニラには日本人技術者が2人いるだけであり、事実上の左遷であったが、奥田は当時のマルコス大統領らとのコネクションを生かし、未納金の回収に成功した。
当時、マニラには豊田章一郎の娘婿・藤本進が大蔵省からアジア開発銀行に出向して来ており、奥田は章一郎が孫の顔を見に来るたびに同行し、このころから章一郎と奥田の関係が始まった。またマニラを訪れた豊田英二にも直接対応する機会を得た。奥田からマルコス大統領のマラカニアン宮殿などにも案内された章一郎は、奥田の才能を認め、「マニラでこんなやつがくすぶっているのか。本社の人事は何をしているんだ」とまで言ったという。
1979年に豪亜部長に昇格し帰国。1982年に取締役就任。85年にはアメリカ進出のための用地選定を任され、当時会長だった豊田英二から北米事業準備室副室長に指名される。全米からの応募の中から各知事との交渉に当たり、最終的にケンタッキー州工場の誘致に到る。
1987年に常務取締役、1988年に専務取締役、1992年に取締役副社長となり、1995年の日米自動車協議では、駐日アメリカ合衆国大使館やアメリカ合衆国通商代表部関係者と連絡を取り合うなど日米貿易摩擦問題にあたった。

### 社長時代
1995年8月に、28年ぶりに豊田家出身以外で代表取締役社長に就任した。
社長時代にはそれまでどちらかといえば良い意味で保守的だったトヨタを改革したと言われている。奥田は例えば、世界に先駆けてハイブリッドカー「プリウス」をトップダウンによる判断で発売したことや、東富士研究所に直接訪れ、それまでトヨタが敬遠していたF1への参戦を指示したこと、社長就任直後にダイハツ工業の連結子会社化を断行したり、就任翌年の1996年には常務以上の役員19名のうち17名を総入れ替えしたことなどである。1997年には社長直轄組織のVVC（ヴァーチャル・ベンチャー・カンパニー）を設立、稟議書の決裁速度の速さも有名だった。奥田時代、当時国内販売で落ち込んでいたシェアを3年がかりで40%代まで回復させるなど、奥田の時代からトヨタは「攻め」の姿勢に転じて躍進を遂げ、現在の世界第1位の自動車メーカーの座を手にした。このことから、彼の経営手腕は一般的に高く評価されており、ハウツー本が出販されたり他のメーカーの中には彼の改革を手本にする企業まで出てきた。1997年には、米「ビジネスウィーク」誌で、世界最優秀経営者の1人に選出され、イェール大学に講演で招かれるなどした。
奥田の諸改革には常に後ろ盾として豊田章一郎の姿があり、奥田も豊田本家の章一郎を求心力として旗印にし、常に豊田家を立てつつ改革を進めた。
その一方で、スポーツタイプの車種を全廃した戦略、モータースポーツを広告として捉えるやり方への批判、従業員に過度のサービス残業を強いて労働基準監督署の査察を度々受ける事態を招いたり、業績好調にもかかわらず外国人労働者や非正規雇用の確保で賃金の抑制を行ったり、世界第1位の自動車メーカーになることを目標に安易な拡大路線に走り品質管理を怠ったことが、2010年のトヨタの大量リコールに繋がったとする指摘もあるなど、彼の経営姿勢を批判する声もきわめて多く、改革への評価と表裏一体である。

### 財界トップへ

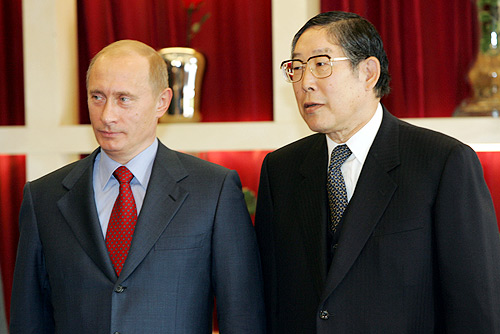
2005年11月21日、日露ビジネスフォーラムにてロシア連邦大統領ウラジーミル・プーチン（左）と

1999年6月、次期社長に副社長だった張富士夫を指名して代表取締役会長就任。また1998年には、社団法人日本経営者団体連盟会長就任。
その後2006年まで社団法人日本経済団体連合会会長を務め、8年にわたって財界トップの座にあったほか、歴代内閣で経済財政諮問会議や各種審議会、有識者会議の委員を数多く務め、多数の企業の役員に名を連ねるなど政財界に大きな影響力を誇った。その評価は、毀誉褒貶さまざまである。
その他、2001年には株式会社東京証券取引所取締役、2002年には株式会社UFJホールディングス取締役にそれぞれ就任。株式会社楽天野球団経営諮問委員会委員、KDDI株式会社監査役・取締役、株式会社豊田自動織機監査役、東和不動産株式会社取締役、中京ゴルフ倶楽部株式会社理事、株式会社豊田中央研究所取締役（2006年まで）、株式会社デンソー取締役（2003年まで）、株式会社グレイスヒルズカントリー倶楽部理事等も務める。

## 会長退任後

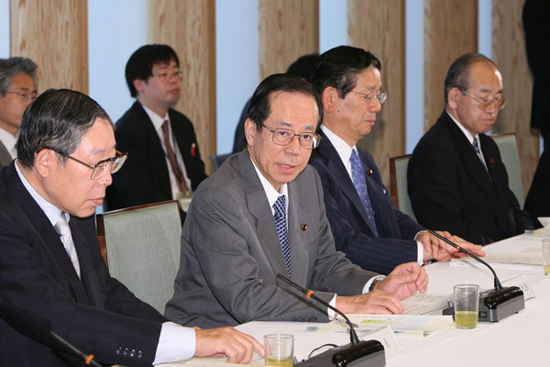
2008年5月26日、地球温暖化問題に関する懇談会の会合にて内閣総理大臣福田康夫（中央）らと

2006年、トヨタ自動車会長及び経団連会長退任とともに経営の第一線から退く意向を示したが、社内の意向により同社取締役相談役に就任。
その後、2007年、福田康夫内閣で内閣特別顧問に就任、総理特使として、サウジアラビア、アラブ首長国連邦、カタール、バーレーン、クウェート、オマーン等に派遣され、各国首脳と会談を行った。
2008年、麻生内閣発足にともない内閣特別顧問退任。同年、社会保障国民会議委員及び、各種年金問題を受け、社会保険庁を廃止し新たに日本年金機構を設立するために設けられた、日本年金機構設立委員会の委員長に就任。2009年、同委員会は、機構への採用を希望した社会保険庁職員1万1118人のうち9971人を内定した。
2009年に取締役名誉会長だった豊田章一郎と共にトヨタ自動車の取締役を退任し、非取締役の相談役に退いた。2012年4月、国際協力銀行総裁への就任に伴い相談役を退任した。
民主党政調会長代行・仙谷由人から勝俣恒久会長の後任として東京電力会長就任の打診を受け、受諾する方針だったが、トヨタ自動車の経営陣から、2011年の福島第一原子力発電所事故で非難を浴びている東京電力の会長に就任することでトヨタ自動車製品へのボイコットにつながる懸念が示され、辞退した。

### 日本郵政での活動
2002年、第1次小泉第1次改造内閣の片山虎之助総務大臣より日本郵政公社設立委員に任命され、座長に就任。中期経営目標や経営計画の協議、決定に携わる。翌2003年に発足した日本郵政公社ではいったん理事に内定するも辞退し、代わりに同じ自動車業界から宗国旨英日本自動車工業会会長が理事に就任。その後2005年に日本郵政株式会社の社外取締役に就任し、指名委員会委員や報酬委員会委員長も務めた。
2009年の日本郵政のかんぽの宿売却問題では、日本郵政取締役の選解任の認可権を有する鳩山邦夫総務大臣が、西川善文日本郵政社長の続投に反対していた。2009年5月18日の指名委員会では、奥田は西川続投を支持、同委員会も鳩山の意向に反して西川社長の留任を内容とする株主総会提出議案を決定した。当時の指名委員会構成員は奥田及び、牛尾治朗（元経済同友会代表幹事）、西川善文（日本郵政社長）、高木祥吉（日本郵政副社長、元金融庁長官）、丹羽宇一郎（伊藤忠商事会長）の5人であった。この決定につき、桜井正光経済同友会代表幹事が、指名委員会の決定を尊重すべきだと述べるなど、財界からは支持する意見が出た。一方、鳩山総務大臣は、西川社長の続投はないとの見解を改めて示した後、総務大臣を辞任した。
2009年10月、第45回衆議院議員総選挙を受け発足した鳩山由紀夫内閣下で開催された臨時株主総会で取締役に留任し、指名委員会委員長及び報酬委員会委員長に選定された。

### 国際協力銀行総裁
岡田克也副総理及び安住淳財務大臣から要請を受け、2012年3月30日に開催された株式会社国際協力銀行創立総会で取締役に選任されるとともに、国際協力銀行代表取締役総裁に内定する。会社設立に伴い4月1日総裁に就任した。同日付でトヨタ自動車相談役を退任。総裁就任後の会見で「日本の政治、経済は世界の変化に2周も3周も遅れた。体力があるうちに国のために貢献したい。」と述べた。また渡辺博史副総裁との関係については「仕事の丸投げはしない。」とした。2013年12月26日に退任し、2014年1月1日付でトヨタ自動車相談役に復帰した。公益財団法人トヨタ財団会長等も務める。その後、2018年6月にトヨタ自動車相談役を退任した。

## 社会的活動・発言など

### 全国犯罪被害者の会（あすの会）の支援活動
2000年に犯罪被害者の権利確立を目指す全国犯罪被害者の会代表幹事を務めていた岡村勲弁護士が文藝春秋に寄稿した「私は見た『犯罪被害者』の地獄絵」を読み感銘を受けた石原慎太郎（東京都知事）、瀬戸内寂聴（作家）及び、奥田ら4人が代表発起人となり「犯罪被害者の会を支援するフォーラム」が設立された。
同フォーラムは全国犯罪被害者の会へ経済的支援を行い、2004年犯罪被害者等基本法の成立、2007年の刑事訴訟法改正による被害者参加制度創設、2008年の犯罪被害者等給付金の支給等による犯罪被害者等の支援に関する法律改正、公訴時効廃止の実現などに尽力した。

### 中国への新幹線の技術移転を主張
2002年12月19日、北京市内の釣魚台迎賓館で開かれた日中国交正常化30周年記念シンポジウムで講演、北京と上海を結ぶ中国の高速鉄道計画に新幹線の車両や機器だけでなく「建設や運営管理を含めシステム全体の技術移転に協力する用意がある。新幹線方式導入は、建設素材、土木技術など幅広い分野に経済波及効果をもたらす」と主張した。

### 韓国とのFTAを主張
韓国とのFTA締結が日本経済復活の鍵になると提言し政財界に働きかけた。2004年当時、韓国のテレビドラマの日本でのヒットに目をつけ、韓流という形でテレビを始めとする多くの報道機関で取り上げることを支持した。経団連企業の多くが様々な広告に出資するスポンサーであるため、当時経団連会長の奥田の案は力を持った。2011年に至ってもFTAは締結されていない。

### その他
- 大学時代は柔道部に所属した。段位は六段。
- 奥田が休日に愛車・アリストに乗る際、先行車との「車間距離をぐっと詰め、パッシングの連続で押しのける」などの行為を常習的に行っていることを過去に語っている。奥田は自社のテストコースで200キロ以上の速度を出す事もしばしばあり、当然右車線を走行していた事や高速道路で160キロ以上ものスピードで走っていた事も明かしており、「スピードは麻薬」「普段は黒塗りの役員車に乗っているが、トロトロ走る役員車に乗っているとイライラするし、ゆっくり走っている事が苦痛にさえ感じる」とも発言しており、運転手に言い掛かりを付ける事もしばしばある[32]。
- 政府が旭日大綬章を授与後、上述の危険運転行為記事が問題となり、識者からは『人間として致命的欠陥がある』『政府は馬鹿だ』『経団連も馬鹿だ』といった発言が聞かれた[要出典][33]。
- BSE問題の影響で、吉野家などで牛丼の販売が休止され、直前に客が「食べおさめ」の行列をつくったことについて、奥田は2002年2月12日、東海地方経済懇談会後の記者会見で「テレビは一部の人の動きを面白おかしく報じていたようだが、（牛丼がなくても）死ぬわけでない。日本人は右から左へ早くふれやすい、単純な国民だと感じた」と発言。懇談会でも奥田は牛丼を教育上の問題点の例に挙げ、「日本人はどうしたのだろうか。やはり教育に力を入れなければならないと感じた」と述べた[34]。
- 皇室典範に関する有識者会議のメンバーを務めた。奥田自身は女性・女系天皇容認派であるとされる。
- ミサワホームの経営危機を巡る奥田の発言が、結果的にミサワホームを産業再生機構入りに追い込んだとして、ミサワホーム創業者（元会長）三澤千代治側が竹中平蔵経済財政担当相（当時）、斎藤淳産業再生機構社長と共に公務員職権乱用罪で告発する事件があった。
- ライブドアの経団連入会を認めた際に、奥田は「企業倫理を学ぶのに役立ててほしい」と堀江貴文を評価していたが、1ヵ月後ライブドアに証券取引法違反が発覚すると「経団連として（ライブドア入会は）ミスった」と釈明した。
- 『月刊 経済Trend』（現在の『月刊 経団連』）2005年1月号の巻頭対談向けに、内閣総理大臣官邸で藤沢久美を司会に小泉純一郎首相（当時）と異例な形式の対談を行った[35]。小泉の「青森のリンゴ農家のリンゴが中国で1個2000円以上で売れ、北海道の長芋や島根県の米が台湾に輸出され、宮崎県の杉が中国の住宅建築ブームで買われている。良いものは世界の市場で高くても売れる」という発言に、「小泉さんが改革に着手していなかったらと思うと、ぞっとします」と応じた[35]。
- 2006年3月8日の記者会見では残虐なゲームソフトの影響で一部の若者が社会に適応できなくなりニートと化している可能性を指摘。経団連としてチェック体制を確立すべく検討を開始したと述べた。
- 後述する厚労省叩きでマスコミ報復について言及しており、そのスポンサーについて「パチンコ屋とかサウナとかうどん屋とか」等、地場の中小企業から見れば差別的とも思われる強硬的な発言を繰り返していたが、2010年1月に中部地方のアミューズメントグループZENTの監査役に就任するなど、理解に苦しむ一面も有する奇特な人物でもあった。[36]。
- 拝金的な資本主義経済よりも企業人は「武士道の精神」のような「心の規範」を持つべきと発言したが、必ずしも行動が一致しているわけでもない模様である（上記監査役就任参照）。[37]。
- 橋梁談合事件が起こった際には「談合は慣習、一気になくすのは難しい」「全国津々浦々に行きわたっている慣習のようなもので、地方では仕事を回し合っているワークシェアリング。本当にフェアな戦いをすれば、力の強いところが勝ち、弱いところは沈んでしまう」と発言[38]。
- 2006年11月19日の国際ロータリー第2760地区（愛知地区）大会の記念講演で「世界の現状と日本の針路」と題した部分の中で「均一性、画一性の社会は、規格品の大量生産には適していたが、今やそれは中国の強み」と指摘し、今後の日本は国民にも地方にも「多様性、独創性」（外国からの移民受け入れ）が必要だと訴えた。さらに、少子化について労働人口の急激な減少を懸念。女性や高齢者の雇用を掲げる厚生労働省の対策に「雇用のミスマッチが起きて対応できない」と批判して「外国人の力を借りるのは不可欠」との見方を示した。
- 2009年3月10日政府の経済財政諮問会議にて中国人旅行者らへのビザの発給要件緩和を早急に実施するよう求めた[39]。
- 2009年3月から実施された高速道路の上限千円料金（いわゆる千円高速）を高く評価しており、それによってマイカーの利用が増え鉄道の利用者が大幅に減った際は笑みを浮かべ「マイカーの盗塁！！高速道路の盗塁！！ETCの盗塁！！」と叫びながら経団連会館内を走り回ったという。[要出典]更に「今後も続けるべき政策だ。財源は男性の健康保険の自己負担額を4割にすることで補えばよい。女性を強くして男性を弱くすることは男女共同参画にもなるしな。」と発言した[40]。
- 2010年8月10日、アラブ首長国連邦（UAE）のアブダビ首長国のホテルで開いた第35回中東協力現地会議の閉幕にあたって「人間の国際化をしない限り日本の将来はおかしくなる。第二の大和民族を作ってもよいから、若い外国人に日本にもっと来てもらい、少子化を食い止めることに取り組むべきだ」と発言。移民推進を訴えた[41]。

### 2005年衆議院選挙
奥田は2005年8月8日の郵政解散当日に小泉首相と会談し、その後社として自民党を全面支援した。トヨタは従来、伝統的にトヨタ労組が労使一体となって民社党→民主党・民社協会に組織内候補を送り込んで支持してきたことなどから、自民党とは一定の距離を置いていたが、奥田は姿勢を転換しグループ企業を含めた役員クラスを自民候補の支援に動員した。日本ガイシや中部電力、東芝など他社もこれに倣った。トヨタ本社がある愛知県では自民党が躍進し、民社党以来の流れを汲む民主党の絶対優勢は崩れた（ただし、民主党議員の得票数に大きな変化はなかった）。

## 語録
- 「若い子もやったらええのになぁー思いながら、まだ暴走してますよ」
- 「ドーパミン爆発しますよ」
- 「どんな薬物よりもシビれる」
- 「変わらないことが最も悪い」
- 「リストラするなら経営者は腹を切れ」
- 「人間の顔をした市場経済」
- 「格差があるにしても、差を付けられた方が凍死したり餓死したりはしていない」
- 「厚労省叩きは異常な話。正直言ってマスコミに報復してやろうかな。スポンサーを降りるとか。ああいう番組のスポンサーは大きな会社じゃない。パチンコ屋とかサウナとかうどん屋とか。」[43]（厚生労働行政の在り方に関する懇談会での発言）

## 家族・親族
- 実 弟 奥田務（J.フロント リテイリング相談役、前会長兼CEO。三菱UFJフィナンシャル・グループ取締役/関西学院大学客員教授）
- 叔 父 鬼頭白雨（歌人）
- 又従姉 米川みちこ（童話作家）

## 著書
- 奥田碩、安藤忠雄 著、NHK「21世紀日本の課題」プロジェクト (編) 編『奥田碩・安藤忠雄 日本再生への道』日本放送出版協会、2003年3月。ISBN 978-4140807699。
- 奥田碩『人間を幸福にする経済―豊かさの革命』PHP研究所〈PHP新書〉、2003年10月。ISBN 978-4569628301。
- 奥田碩、山下泰裕『武士道とともに生きる』角川書店、2005年4月。ISBN 978-4048839143。
- 奥田碩 著、朱建栄 (編) 編『「地球企業トヨタ」は中国で何を目指すのか―奥田碩のトヨタイズム』角川学芸出版、2007年9月。ISBN 978-4046211170。

## 経済関係の略歴
- 1999年より社団法人日本経営者団体連盟会長
- 2000年より2002年まで社団法人日本自動車工業会会長
- 2000年より社団法人自動車工業振興会]会長
- 2000年より2004年まで社団法人如水会理事長
- 2000年より2006年3月まで 財団法人三重県産業支援センター会長
- 2000年よりインターネット文化振興協会理事長
- 2000年より日本自動車研究所理事長[44]
- 2001年より社団法人デジタルラジオ推進協会会長
- 2002年に社団法人日本経済団体連合会初代会長に就任し、2004年5月27日総会で再任され2006年5月までその第2期目を務め、その後は同会の名誉会長を務めている。
- 2001年から2006年まで経済財政諮問会議議員
- 2001年より社会保障審議会委員
- 2002年より外務省顧問
- 2002年より2006年まで産業構造審議会会長
- 2003年より交通政策審議会会長
- 2003年より国土開発幹線自動車道建設会議委員
- 2004年より財政制度等審議会臨時委員
- 2004年より日本活性化のための経済連携を推進する国民会議代表世話人
- 2004年より財団法人日本科学技術連盟第7代会長
- 2004年より学校法人光産業創成大学院大学理事
- 2005年より皇室典範に関する有識者会議委員
- 2006年より2008年まで国立大学法人東京大学経営協議会学外委員
- 2006年より2008年まで財団法人国際開発高等教育機構会長
- 2006年より事業創造大学院大学客員教授
- 2006年より社団法人日本ゴルフツアー機構理事
- 2007年より国際公共政策研究センター会長
- 2007年より日本中央競馬会経営委員会初代委員長
- 2007年より財団法人日中経済協会名誉顧問
- 2007年10月2日より有限責任中間法人JAバンクアグリ・エコサポート基金会長理事
- 2007年12月26日より内閣特別顧問
- 社団法人日本自動車会議所常任理事・顧問
- 社団法人鉄道貨物協会会長
- 財団法人トヨタ財団顧問
- 太平洋経済委員会日本委員会顧問
- 財団法人海外子女教育振興財団顧問
- 財団法人長寿科学振興財団会長
- 特定非営利活動法人日本水フォーラム副会長
- 財団法人日米地域間交流推進協会副会長
- 財団法人財務会計基準機構評議員
- 名古屋大学法学部創立50周年記念事業「アジア法政情報交流センター」創設募金後援会顧問
- 2007「日中文化・スポーツ交流年」実行委員会最高顧問
- 財団法人2007年ユニバーサル技能五輪国際大会日本組織委員会名誉会長
- 美しい森林づくり全国推進会議発起人
- 奥・井ノ上イラク子ども基金発起人
- 2011ラグビーワールドカップ日本招致委員会特別顧問
- 早稲田大学大学院アジア太平洋研究科・アジア太平洋研究センター国際諮問委員会委員
- 社団法人日本工業倶楽部理事
- 2005年日・EU市民交流年日本側実行委員会委員長
- 東京マラソン組織委員会委員
- 財団法人道路経済研究所名誉会長
- 財団法人社会教育協会顧問
- これからの教育を語る懇談会委員
- 早稲田大学創立125周年記念募金委員会名誉顧問
- 財団法人道路新産業開発機構会長
- 財団法人オイスカ顧問
- 財団法人日本農林漁業振興会副理事長
- 国立大学法人一橋大学特別顧問
- 日本郵政株式会社取締役報酬委員会委員長 兼 指名委員会委員
- 国際協力銀行代表取締役総裁
- 公益財団法人日本尊厳死協会顧問

等を歴任。

## 栄典
- 藍綬褒章（1996年）[45]
- ブラジル連邦共和国リオ・ブランコ国家勲章（1997年）[45]
- オーストリア共和国名誉大勲章銀星章（1999年）[45]
- フランス共和国レジオンドヌール勲章オフィシエ章（1999年）[45]
- ベルギー王国王冠勲章グランオフィシエ章（2001年）[45]
- 旭日大綬章（2008年）[45]

## 脚註
1. ↑  奥田務「私の履歴書2」,日本経済新聞2015年12月2日
2. 1 2 3  「非創業家トップ、海外に環境に猛進 「眠れる巨象」を叩き起こせるか」
3. ↑  「「『小泉・竹中路線』の功罪は？」 ゲスト： 加藤紘一 氏 / 奥田碩 氏」 TBS時事放談2006年6月18日放送
4. 1 2  「「運は努力する者に来る」 国際協力銀行の奥田碩総裁」2013/4/2 21:37 ニュースソース 日本経済新聞
5. 1 2  「【時代のリーダー】奥田 碩・トヨタ自動車社長」
6. ↑  石川敦夫「環境的観点から見たプリウスの開発」『立命館経営学開』2009年3月
7. ↑  「トヨタ自動車 奥田 碩相談役―「鋭い勘」を支える緻密な分析力」
8. ↑  奥田碩・内閣特別顧問の総理特使としての湾岸諸国訪問 外務省
9. ↑  日本年金機構法第5条 厚生労働大臣は、設立委員を命じて、機構の設立に関する事務を処理させる。2 設立委員は、基本計画に基づき、機構の職員の労働条件及び機構の職員の採用の基準を定めなければならない。3 設立委員は、業務方法書、制裁規程その他厚生労働省令で定める規則を作成し、厚生労働大臣の認可を受けなければならない。4 前項の規定によりした厚生労働大臣の認可は、厚生労働省令で定めるところにより、施行日において、第二十六条第一項、第三十二条第一項その他の厚生労働省令で定める規定によりした厚生労働大臣の認可とみなす。5 設立委員は、機構の設立の準備を完了したときは、その旨を厚生労働大臣に届け出るとともに、その事務を前条第一項の規定により指名された理事長となるべき者に引き継がなければならない。
10. ↑  日本年金機構設立委員会（第1回）－議事次第－厚生労働省。
11. ↑  読売新聞2009年5月19日
12. ↑  読売新聞2009年1月9日
13. 1 2  “奥田氏がトヨタ相談役退任 国際協力銀総裁就任で”. 共同通信社. 47NEWS. (2012年4月4日) 2013年3月21日閲覧。
14. ↑  “奥田・元経団連会長 トヨタ "決別宣言"と"舞台裏" (2/3)”. ビジネスジャーナル.  サイゾー (2012年5月15日). 2013年3月21日閲覧。
15. ↑  日本郵政株式会社法第9条 会社の取締役の選任及び解任並びに監査役の選任及び解任の決議は、総務大臣の認可を受けなければ、その効力を生じない。
16. ↑  朝日新聞
17. ↑  役員一覧‐日本郵政
18. ↑  毎日新聞2009年6月3日
19. ↑  朝日新聞2009年6月5日
20. ↑  朝日新聞2009年6月
21. ↑  時事通信2012/04/04-14:31
22. ↑  フジサンケイ ビジネスアイ 4月3日
23. ↑  「国際協力銀の奥田総裁が退任 「80で体力的にきつい」 後任には渡辺副総裁が昇格」MSN産経ニュース2013.12.26
24. ↑  「役員・評議員」トヨタ財団
25. ↑  祝辞全国犯罪被害者の会 NAVS【あすの会：シンポジウム】、全国犯罪被害者の会を支援するフォーラム代表／首都大学東京理事長高橋宏氏全国犯罪被害者の会 NAVS【あすの会：シンポジウム】
26. ↑  松村恒夫「犯罪被害者の現状と必要な支援」 内閣府,2008年
27. ↑  「「犯罪被害者週間」国民のつどい」内閣府,2006年
28. ↑  新幹線方式採用を要望 訪中の奥田経団連会長
29. ↑  『日経ビジネス』1995年7月17日号「愛車のアクセル全開で憂さ晴らし」
30. ↑  当時の日刊現代より。
31. ↑  毎日新聞2004年2月12日号「奥田経団連会長：牛丼フィーバーにチクリ 『単純な国民だ』」
32. 1 2  これからの日本を語る 月刊・経済Trend 2005年1月号。
33. ↑  ZENT HISTORY
34. ↑  東北経営者大会での奥田会長基調講演（要旨）-「“こころ豊かな”人・企業・社会をめざして」（日本経団連タイムス No.2779 2005年11月17日）
35. ↑  “談合「全国津々浦々の慣習」”. 朝日新聞朝刊:  p. 9. (2005年7月12日)
36. ↑  羽田、成田の機能強化を提言＝観光分野の成長戦略-諮問会議 時事通信
37. ↑  奥田氏交通政策で女性専用車両と千円高速を評価
38. ↑  ■長谷川洋三の産業ウォッチ トヨタ相談役の危惧：人間の国際化しないと日本ダメになる（j-cast）
39. ↑  トヨタが自民支援全開/奥田会長、中部財界に大号令（中日新聞、2005年9月5日）
40. ↑  メディアから広告引き上げ トヨタ奥田氏「報復宣言」の効果（J-CASTニュース、2008年11月13日）
41. ↑  一般財団法人日本自動車研究所創立50周年記念誌 協創一般財団法人日本自動車研究所
42. 1 2 3 4 5 6  「歴代の会長・副会長・社長（含 受章歴）」トヨタ自動車